# Пишельсдорф-на-Энгельбахе
Пишельсдорф-на-Энгельбахе (нем. Pischelsdorf am Engelbach) — коммуна (нем. Gemeinde) в Австрии, в федеральной земле Верхняя Австрия.
Входит в состав округа Браунау-на-Инне.  Население составляет 1644 человека (на 31 декабря 2005 года). Занимает площадь 33 км². Официальный код  —  40432.

## Политическая ситуация
Бургомистр коммуны — Йохан Зенгталер (АНП) по результатам выборов 2003 года.
Совет представителей коммуны (нем. Gemeinderat) состоит из 19 мест.
- АНП занимает 13 мест.
- СДПА занимает 4 места.
- АПС занимает 2 места.